# José María Álvarez del Manzano
Pour les articles homonymes, voir Manzano (homonymie).
José María Álvarez del Manzano y López del Hierro est un homme politique espagnol né le 17 octobre 1937 à Séville. Il est membre du Parti populaire (PP).

## Biographie
Il vit à Madrid depuis l'âge de 3 ans. Il est diplômé d'une licence de droit de l'université complutense de Madrid. 
En 1991, il est élu maire de Madrid, poste qu'il conservera jusqu'en 2003. Sous son mandat, Madrid fait partie des cinq villes finalistes pour accueillir les Jeux olympiques de 2012.
De 2003 à 2015, il préside l'IFEMA (Institución Ferial de Madrid) qui organise des congrès pour la ville. Il est destitué par la maire Manuela Carmena, qui entreprend de dépolitiser et de professionnaliser cet organisme, considérant qu'il fournissait jusque-là des retraites dorées à des personnalités politiques du PP. Le coordinateur général de la mairie de Madrid, Luis Cueto, lui succède, sans toucher le salaire annuel de 120 000 € qui était jusqu'alors associé à ce poste.